# Clojure
Clojure (произносится как closure [ˈklōZHər]) — современный диалект Лиспа, язык программирования общего назначения с поддержкой разработки в интерактивном режиме, поощряющий функциональное программирование и упрощающий поддержку многопоточности. Clojure работает на платформах JVM и CLR. Clojure отличает философия «код как данные» (гомоиконность) и развитая система лисп-макросов.
Транслятор Clojure свободно распространяется на условиях Eclipse Public License.

## Философия
Рич Хикки разработал Clojure как современный Лисп для функционального программирования с интеграцией в Java-платформу, спроектированный для поддержки параллелизма.

## Синтаксис
Как и в любом другом Лиспе, синтаксис Clojure основан на S-выражениях, которые перед компиляцией транслируются синтаксическим анализатором в структуры данных. Синтаксический анализатор Clojure поддерживает, помимо обычных списков, синтаксис литералов для ассоциативных массивов, множеств и векторов, передавая затем все эти структуры данных компилятору. Иначе говоря, компилятор Clojure компилирует не только списковые структуры данных, но и напрямую поддерживает все указанные типы.
Хотя Clojure является расширением изначальной версии Lisp, он не совместим с Lisp’ом, то есть программа на любой из современных версий Lisp’а (за исключением, возможно, самых коротких, примитивных и, к тому же, специально подобранных примеров) либо вообще не пройдёт транслятор Clojure, либо будет выполняться неправильно. Отличия от распространённых версий Lisp’а приведены на сайте языка. Вот некоторые из них:
- идентификаторы регистро-зависимы;
- оригинальный синтаксис для литералов, векторов, отображений (maps), регулярных выражений, анонимных функций и ряда других синтаксических элементов;
- утрачена многозначность значения nil (которое в Lisp обозначает и пустой указатель, и пустой список, и логическое значение «ложь») — оно означает только отсутствующее значение (пустую ссылку, подобно null в Java), для прочих значений используется специфический синтаксис;
- многие традиционные функции поменяли имена, например, car и cdr заменены на first и rest;
- поддерживаются одноимённые функции с различными наборами аргументов;
- отсутствуют макросы чтения (read macros), что лишает возможности изменять синтаксис языка;
- часть оставшихся неизменными синтаксических элементов изменили смысл;
- появилась поддержка «ленивых» коллекций.

## Макросы
Макросистема Clojure очень похожа на аналогичную систему Common Lisp, за двумя исключениями:
- При раскрытии форм под знаком обратной кавычки ` (англ. back quote), который в Clojure именуется термином «syntax-quote», происходит автоматическая явная квалификация каждого символа тем пространством имён, к которому он относится в точке определения макроса. Такой порядок исключает непреднамеренное связывание с одноимённым символом из «чужого» пространства имён при раскрытии макроса. Сослаться в макросе на символ из другого пространства имён возможно, но только путём его явной квалификации.
- Для выделения промежуточных вычислений под знаком обратной кавычки вместо , и ,@ используются ~ и ~@ соответственно.

## Особенности языка
- Динамическая, интерактивная разработка в REPL-цикле
- Функции как объекты первого класса с акцентом на рекурсию, а не на основанную на побочных эффектах итерацию
- «Ленивые» последовательности
- Обеспечивает богатый набор неизменяемых, сохраняемых структур данных[англ.]
- Параллельное программирование с поддержкой транзакционной памяти, агентной системы и системы динамических переменных
- Clojure — компилируемый язык, результатом компиляции является байткод JVM
- Тесная интеграция с Java: за счёт компиляции в байткод JVM программы на Clojure легко переносятся в любую среду с JVM. Язык также обеспечивает ряд макросов, которые упрощают использование в нём существующих Java API. Структуры данных Clojure реализуют все стандартные интерфейсы Java, что делает легким запуск из Java программного кода написанного на Clojure.

## Примеры
Hello world:
```
(
println
 
"Привет, мир!"
)

```

Потокобезопасный генератор уникальных серийных номеров:
```
(
let
 
[i
 
(
atom
 
0
)
]

  
(
defn
 
generate-unique-id

    
"Возвращает различные числовые ID для каждого вызова."

    
[]

    
(
swap!
 
i
 
inc
)))

```

Анонимный подкласс java.io.Writer который ничего не выводит и макрос, используемый чтобы заглушить весь вывод внутри него:
```
(
def
 
bit-bucket-writer

  
(
proxy
 
[java.io.Writer]
 
[]

    
(
write
 
[buf]
 
nil
)

    
(
close
 
[]
    
nil
)

    
(
flush
 
[]
    
nil
)))

(
defmacro
 
noprint

  
"Вычисляет заданные выражения, заглушая весь *вывод* на экран"
.

  
[&
 
forms]

  
`
(
binding
 
[*out*
 
bit-bucket-writer]

     
~@forms
))

(
noprint

 
(
println
 
"Hello, nobody!"
))

```

10 потоков, манипулирующих одной общей структурой данных, которая состоит из 100 векторов, каждый из которых содержит 10 (изначально последовательных) уникальных чисел. Каждый поток многократно выбирает две случайных позиции в двух случайных векторах и обменивает местами их значения. Все изменения векторов происходят в единой транзакции путём использования системы транзакционной памяти clojure. Поэтому даже после 1000 итераций в каждом из потоков числа не теряются.
```
(
defn
 
run
 
[nvecs
 
nitems
 
nthreads
 
niters]

  
(
let
 
[vec-refs
 
(
vec
 
(
map
 
(
comp
 
ref
 
vec
)

                           
(
partition
 
nitems
 
(
range
 
(
*
 
nvecs
 
nitems
)))))

        
swap
 
#(
let
 
[v1
 
(
rand-int
 
nvecs
)

                    
v2
 
(
rand-int
 
nvecs
)

                    
i1
 
(
rand-int
 
nitems
)

                    
i2
 
(
rand-int
 
nitems
)
]

                
(
dosync

                 
(
let
 
[temp
 
(
nth
 
@
(
vec-refs
 
v1
)
 
i1
)
]

                   
(
alter
 
(
vec-refs
 
v1
)
 
assoc
 
i1
 
(
nth
 
@
(
vec-refs
 
v2
)
 
i2
))

                   
(
alter
 
(
vec-refs
 
v2
)
 
assoc
 
i2
 
temp
))))

        
report
 
#(
do

                 
(
prn
 
(
map
 
deref
 
vec-refs
))

                 
(
println
 
"Distinct:"

                          
(
count
 
(
distinct
 
(
apply
 
concat
 
(
map
 
deref
 
vec-refs
))))))
]

    
(
report
)

    
(
dorun
 
(
apply
 
pcalls
 
(
repeat
 
nthreads
 
#(
dotimes
 
[_
 
niters]
 
(
swap
)))))

    
(
report
)))

(
run
 
100
 
10
 
10
 
100000
)

```

Вывод предыдущего примера:
```
(
[0
 
1
 
2
 
3
 
4
 
5
 
6
 
7
 
8
 
9]
 
[10
 
11
 
12
 
13
 
14
 
15
 
16
 
17
 
18
 
19]
 
...

 
[990
 
991
 
992
 
993
 
994
 
995
 
996
 
997
 
998
 
999]
)

Distinct:
 
1000

 

(
[382
 
318
 
466
 
963
 
619
 
22
 
21
 
273
 
45
 
596]
 
[808
 
639
 
804
 
471
 
394
 
904
 
952
 
75
 
289
 
778]
 
...

 
[484
 
216
 
622
 
139
 
651
 
592
 
379
 
228
 
242
 
355]
)

Distinct:
 
1000

```